# JR貨物クキ900形貨車
JR貨物クキ900形貨車（JRかもつクキ900がたかしゃ）は、1989年（平成元年）5月30日にコキ1000形コンテナ車からの改造により日本車輌製造で1両が試作された、日本貨物鉄道（JR貨物）のタンクローリーピギーバック輸送用車運車である。

## 背景
名古屋工業地帯で生産される石油製品の鉄道輸送拡大を目的に、1985年（昭和60年）に日本国有鉄道（国鉄）、石油会社、日本車輌などが参加して、油槽所を必要としないタンクローリーのピギーバック輸送に関する研究会が名古屋臨海鉄道内に発足した。検討の結果、当時最大級の20キロリットルタンクローリーが道路輸送に対してコスト的なメリットがあることが判明した。
当初はまずチキ6000形の改造により実験が行われ、チキ6358・チキ6316の2両に対して1987年（昭和62年）にJR貨物名古屋工場と日本車輌で実施された。20 キロリットルセミトレーラータンクローリーを1両に1台搭載するもので、簡単なタイヤ部分の緊締装置とキングピンの固定装置が設置されている。
1987年（昭和62年）7月10日に名古屋臨海鉄道南港線名古屋南港 - 東港間で、空車のタンクローリーとガソリン満載を想定した水16 キロリットル入りのタンクローリーをそれぞれ1台ずつ搭載した状態で打ち当て試験と走行試験を行い、基本的な問題がないことが確認された。これを受けて実際に本線を走行する試験を実施するためコキ1000形の改造で製作されたのがクキ900形である。

## 構造
クキ900形は、全長16,320mm、全幅2,692mm、全高1,202mm、自重20t、荷重27tである。塗装は車体がコンテナブルー、台車が灰色1号で、製造された1両はクキ900-1の番号が与えられた。
車体は基本的にコキ1000形のままで、連結部には海上コンテナの衝撃抑制のための大型緩衝器が設けられている。コンテナ用の緊締装置を撤去してタンクローリーのタイヤガイドとタイヤの緊締装置を設置している。
台車は種車と同じくTR215F形を装備し、ブレーキはASD方式空気ブレーキ装置と留置ブレーキを備えている。
荷役はランプウェイから自走して貨車上に乗り込み、積み降ろす仕様である。トレーラーヘッド付きのトレーラーを1台搭載することができる。この当時の消防法では、石油を搭載した状態のトレーラーからヘッドを切り離すことが禁止されていたため、ヘッドごと搭載する仕様になっている。後に消防法の規制は鉄道輸送時に限って緩和された。

## 試験
1988年（平成元年）7月26日、27日の両日、東室蘭 - 北見間で輸送試験が行われた。東室蘭駅でガソリンと灯油を10 キロリットルずつ、合計20 キロリットル積載した状態のタンクローリーを搭載して85 km/hで本線上を走行し、翌朝に北見駅に到着した。
試験の結果、高速走行時の振動が道路走行時より少なく安定していることが確認された。この結果を受けてクキ1000形が開発されて、タンクローリーピギーバックの実用化が進められることになった。

## 廃車
試験後、クキ900は長らく放置されていたが、2000年（平成12年）に廃車となった。しかし2013年（平成25年）現在でも解体されずにJR貨物鷲別機関区輪西派出で残存しているのが確認されている。